# ライブエグザム
株式会社ライブエグザム（LIVE EXSAM Inc.）は、国内外の音楽ライブ、コンサート、イベント興行の企画・制作をしている会社である。

## 沿革
- 2014年6月2日：株式会社Zeppライブ設立
- 2020年5月8日：株式会社ライブエグザムへ社名変更
- 2021年8月17日：イープラス共同出資によるフードエンタテインメント会社「LAF Entertainment株式会社」を設立

## 事業内容
- 興行の企画・制作

国内音楽ライブの制作事業、国内外音楽系イベントの主催および出資参画他
スポーツイベント、演劇、美術展、エキシビジョン等のライブ事業を実施、イベント専門の広告代理業

## 主な公演
- 2022年
- TOKYO IDOL PROJECT×@JAM ニューイヤープレミアムパーティー2022
- STAND UP! CLASSIC オペラ・ミュージカル 新春歌合戦
- LUNA SEA 30th Anniversary Tour -CROSS THE UNIVERSE- GRAND FINAL
- 角野隼斗全国ツアー2022 "Chopin, Gershwin and… "
- ALI PROJECT 30th ANNIVERSARY TOUR 2022 『Belle Époque』
- 吉本坂46『2nd&3rd Anniversary Live～冬眠～』
- RED WARRIORS 35th Anniversary 『Lesson1 & Casino Drive』
- the GazettE 『20th ANNIVERSARY -HERESY-』
- 郷ひろみ『Hiromi Go 50th Anniversary Clelebratetion Tour 2022～Keep Spring～』
- X Games Chiba 2022 Presented by Yogibo
- クラフト餃子フェス 2022 TOKYO
- DISH// 『LIVE TOUR -DISH//- 2022「今」』
- 綺羅めく京の明治美術（美術展）
- 電気グルーヴ and the ARENA ～みんなとみらいのYOUとぴあ～
- のだめクラシックコンサート
- EUROJAPAN CUP 2022
- たまアリ△タウンクリスマスマーケット ～Happy Berry Christmas～
- LUNA SEA『黒服限定GIG 2022 LUNACY』

- 乃木坂46

新内眞衣 卒業セレモニー
星野みなみ 卒業セレモニー
乃木坂46時間TV
北野日奈子 卒業コンサート + 29thSGアンダーライブ
10th YEAR BIRTHDAY LIVE
真夏の全国ツアー2022
- 日向坂46

3回目のひな誕祭
Happy Smile Tour 2022
- 櫻坂46

3rd Single BACKS LIVE!!
2nd TOUR 2022 "As You know?"

## 主要取引先
イープラス、HJホールディングス、キョードー東京、クリエイティブマンプロダクション、コンサートプロモーターズ協会
Seed & Flower合同会社、ソニー・ミュージックエンタテインメント、ソニー・ミュージックソリューションズ
ソーゴー東京、ディスクガレージ、日本テレビ放送網、乃木坂46合同会社、バックステージプロジェクト
ハヤシインターナショナルプロモーション、ぴあ、LINE、ローソンエンタテインメント